# Тюрьма в Нюрнберге
Тюрьма в Нюрнберге (нем. Zellengefängnis Nürnberg) — тюремное здание, построенное в городе Нюрнберг в 1868 году; тюрьма получила известность в 1945—1949 годах, когда в ней были заключены обвиняемые и свидетели Нюрнбергского процесса.

## История

### До 1945 года
«Камерная тюрьма» была построена в Нюрнберге в период с 1865 по 1868 год по проекту архитектора Альберта фон Войта. В 1916 году перед тюремным зданием был построен городской Дворец правосудия: таким образом, тюрьма стала ядром нюрнбергского «Района правосудия» на улице Фюртер-штрассе. До 1933 года тюрьма использовалась для содержания обычных заключенных; в период с 1933 по 1945 год в ней содержались как преступники, так и лица, преследовавшиеся нацистским режимом. После Хрустальной ночи здесь были заключены евреи города.

### Нюрнбергский процесс
В 1945 года Нюрнбергская тюрьма и Дворец правосудия были реквизированы американскими оккупационными властями для проведения Нюрнбергского процесса. В камеры были помещены бывшие высокопоставленные лидеры нацистской Германии, обвинявшиеся в военных преступлениях.

#### Распорядок дня
Жизнь в Нюрнбергской тюрьме заметно отличалась от прежнего заключения обвиняемых в лагере «Мусорная корзина» и «Зольник»: раньше им разрешалось общаться между собой, посещать лекции и сидеть на террасе — теперь они проводили большую часть дня в своих одиночных камерах размером 13 на 6,5 футов. Заключённые могли писать одно письмо в неделю; отправка и получение посылок были запрещены. Тюрьма была соединена со зданием суда деревянной крытой галереей — во время одного из проходов Геринга по данной галерее неизвестный бросил в него кинжал, использовавшийся в войсках СС. Хотя начальник тюрьмы и жаловался на качество персонала, который присылала ему армия, ему всё же удавалось следить как за 250 заключенными, так и за военнопленными, которые ремонтировали здание и выполняли черновые работы. Обвиняемые МВТ располагались на первом этаже одного из пяти тюремных крыльев, где находились под постоянным наблюдением — охранники, менявшиеся раз в 2 часа, были проинструктированы заглядывать в дверной люк каждые 30 секунд, днём и ночью. В тёмное время суток из коридора на каждую кровать направлялась специальная лампа; поворачиваться лицом к стене заключенным запрещалось.
Уборка собственных камер входила в обязанности обвиняемых: подобная работа возмущала Риббентропа, но безупречно выполнялась Кейтелем. Перед началом процесса парикмахер брил заключённых через день; после начала их регулярного появления на публике парикмахер стал приходить ежедневно. Заключённые мылись дважды в неделю в тюремном подвале. В полдень бывшие лидеры Рейха получали воду или кофе, а затем — перед обедом — им разрешалась получасовая прогулка во дворе тюрьмы размером 137 на 97 футов: формально они должны были находиться на расстоянии не менее 10 ярдов друг от друга, но на практике постоянно сбивались в группы, чтобы воспользоваться своим единственным шансом поговорить. Йодль, Шахт и Кейтель не были особенно коммуникабельны; Кальтенбруннера и Франка избегали другие заключённые. Центральной фигурой группы являлся Геринг. Штрейхер вызывал раздражение как заключённых, так и охранников тем, что предпочитал проводить свои физические упражнения во дворе совершенно голым.

#### Допросы и тесты
Доктор Людвиг Пфлюкер (Ludwig Pflücker, 1880—1955) был ответственным за состояние здоровья обвиняемых: к середине ноября руки Геринга больше не дрожали после прекращения приёма паракодеина, люмбаго Йодля также поддавалось лечению, а рука Франка, парализованная с момента попытки самоубийства, начала восстанавливаться. Начальник тюрьмы — полковник Эндрюс — полагал, что «отказ от икры и шампанского принёс этим парням много пользы». О психическом здоровье заключенных заботились психиатр Дуглас Келли (Douglas Kelley) и психолог Густав Гилберт (Джильберт), которые одновременно изучали своих подопечных и сообщали о своих выводах стороне обвинения; в последние недели к ним присоединился Уильям Данн (William H. Dunn, 1898—1955). В связи с тем, что в годы войны была популярна «патологизация» руководства Третьего Рейха, целый ряд ученых-психиатров «выстроился в очередь», чтобы получить доступ в тюрьму Нюрнберга. При этом Шахту понравилось проходить психологические тесты, особенно тест Роршаха. По мнению Гилберта, Геринг вёл себя во время тестов «как яркий эгоистичный школьник, стремящийся повыпендриваться перед учителем»; фельдмаршал пришёл в ярость, когда узнал, что Шахт и Зейсс-Инкварт обошли его в тесте IQ.
Допросы, количество которых резко выросло в первые две недели октября 1945 года, иногда нарушали тюремную рутину: после предъявления обвинительного заключения подозреваемым было разъяснено, что они были в праве отказаться от дачи показаний. Допросы вели преимущественно американские следователи; их британские коллеги полагали, что никакие допросы не смогли бы подтвердить линию о масштабном заговоре, на которой строилась американская часть обвинения. Советским и французским прокурорским группам не хватало персонала и переводчиков для проведения допросов. Споры между прокурорами Аменом и Стори относительно важности свидетелей и документов привели к тому, что их секции в американской группе сознательно отказывались от сотрудничества между собой.
Самым стойким к допросам человеком являлся Гесс: с момента прибытия в Нюрнберг его «амнезия», вызывавшая сомнения у психолога Гилберта, была почти полной. Учитывая невозможность стандартного подхода, прокуроры в итоге согласились принять предложение Геринга: Геринг взялся допросить Гесса лично. Для этого Геринга и Гесса поместили в комнату, где они оказались наедине — комната прослушивалась. Сотрудники, слышавшие происходившее, были в восторге и разразились аплодисментами: Геринг поставил спектакль — пародию на американский допрос. При этом Гесс не сказал ничего ценного.

#### Самоубийство Лея
Предъявление обвинительного заключения изменило «сонливую» тюремную жизнь. Заключённые начали изучать материалы, писать записки своему адвокату и готовить линию защиты. Встреча с адвокатами, проходившая в комнате № 57 (или 55) Дворца правосудия, означала возможность покинуть камеру. Реакция заключённых на обвинения была разной: если Шпеер полагал, что «ужасные преступления» имели место, то Дениц не увидел связи между описывавшимися событиями и своей деятельностью; Фрик и Розенберг жаловались, что «весь обвинительный акт основывается на предположении о фиктивном заговоре»; Штрайхер говорил о документе как о «триумфе мирового еврейства».
В последние недели Лей прекратил писать Генри Форду, надеясь устроиться на работу в его компанию после завершения суда; Лей начал жаловаться на бессонницу и часто плакать. 23 октября он сообщил, что не сможет подготовить свою защиту, поскольку ничего не знает ни об одном из предполагаемых преступлений. Вечером 25 октября Лей заполнил рот полосками ткани от своих трусов и задушил себя, прикрепив молнию от куртки и влажное полотенце к туалетному бачку: попытка Пфлюкера оживить Лея не увенчалась успехом. В камере была обнаружена серия заметок о том, что Лей больше не мог терпеть позора — и что он «был с Гитлером в хорошие дни и… хотел быть с ним и в чёрные дни»; одновременно Лей осудил антисемитизм. Обвиняемые узнали о смерти сокамерника только 29 октября, поскольку Эндрюс опасался, что «самоубийство станет заразным»: 5 октября начальник тюрьмы уже потерял другого заключённого — руководителя Национал-социалистического союза врачей Леонардо Конти. После смерти Лея, Эндрюс учетверил охрану.

#### Религия. «Комната для вечеринок»
В ходе процесса Гесс составлял свою линию защиты, печатая на машинке, а Риббентроп писал многочисленные бумаги от руки. Шпеер украсил свою камеру рисунками, используя для этого черные, красные и синие мелки: он рисовал пейзажи — «горные вершины с замками, возвышающимися над глубокими долинами» — и в зале суда. Шахт написал несколько стихотворений. Охранники тюрьмы часто слушали радио, что раздражало заключенных. К Рождеству заключенные получили по две дополнительные унции табака. В канун праздника жена и дочь доктора Ламмерса, выступавшие свидетелями Кейтеля и содержавшиеся в соседнем тюремном крыле, покончили жизнь самоубийством.
Скажите откровенно, разве кто-нибудь из нас похож на убийц?— вопрос Риббентропа доктору Гилберту
Среди заключенных было 13 номинальных протестантов — многие из заключённых говорили, что они выступали против церкви как таковой. Пастор Генри Гереке (Henry F. Gerecke), ставший тюремным пастором, родился в семье немецких иммигрантов в Миссури: он «не бегло» говорил по-немецки. Шахт описал пастора как человека «преданного своему делу… с исключительно добрыми намерениями и большим личным тактом». В середине 1946 года Фриче составил прошение о продлении срока служения Гереке, которое подписали как протестанты, так и заключенные-католики. Католический капеллан Сикстус О’Коннор (Sixtus O'Connor) помогал заключенным связаться с их семьями. Франк сменил веру в тюрьме: родившийся в старокатолической семье он объявил о своем переходе к Римско-католической церкви. Гилберт, ведший детальный отчет о каждом дне суда и реакции на происходившее со стороны подсудимых, объяснял данный переход желанием Франка полностью отказаться от своего прошлого.
Почему победители не могут принять это как историческую трагедию, которая была неизбежна?— Риббентроп
Заключенные избегали использования таких слов как «убийство», «пытка» или «голод»: они предпочитали эвфемизмы «такие вещи» и «те ужасы». Обвинение «во всём» Гиммлера было популярно среди заключенных; прямо обвинить Гитлера был готов только Франк. По совету Гилберта полковник Эндрюс раздел заключенных в столовой — в надежде уменьшить влияние на группу Геринга. Несколько дней спустя Шахт начал говорить о нацистах как о «гангстерах, разрушивших экономику».
После произнесения подсудимыми последних слов, 2 сентября 1946 года, заключенные получили разрешение судей на смягчение условия своего содержания на время ожидания приговора. Им были разрешены более длительные прогулки, больше возможностей для встреч с защитниками и «социальной жизни» — в тюрьме открылась «комната для вечеринок», в которой на час было разрешено собираться нескольким подсудимым. В тот же период они увидели свои семьи: советские власти не выпустили из своей оккупационной зоны жену Редера. В период ожидания приговора жена Шираха попросила помилования для своего мужа у судьи Биддла — её письмо появилось в газетах 21 сентября.